# Miranda (Bundesstaat)
Miranda ist einer der 23 Bundesstaaten Venezuelas. Die Hauptstadt ist Los Teques. 
Zum Staat Miranda gehört auch die kleine vorgelagerte Insel Farallón Centinela. Im Norden grenzt Miranda an die Karibik, im Nordwesten an Vargas, im Westen an Aragua, im Süden an Guárico und im Südosten an Anzoátegui.

## Geographie

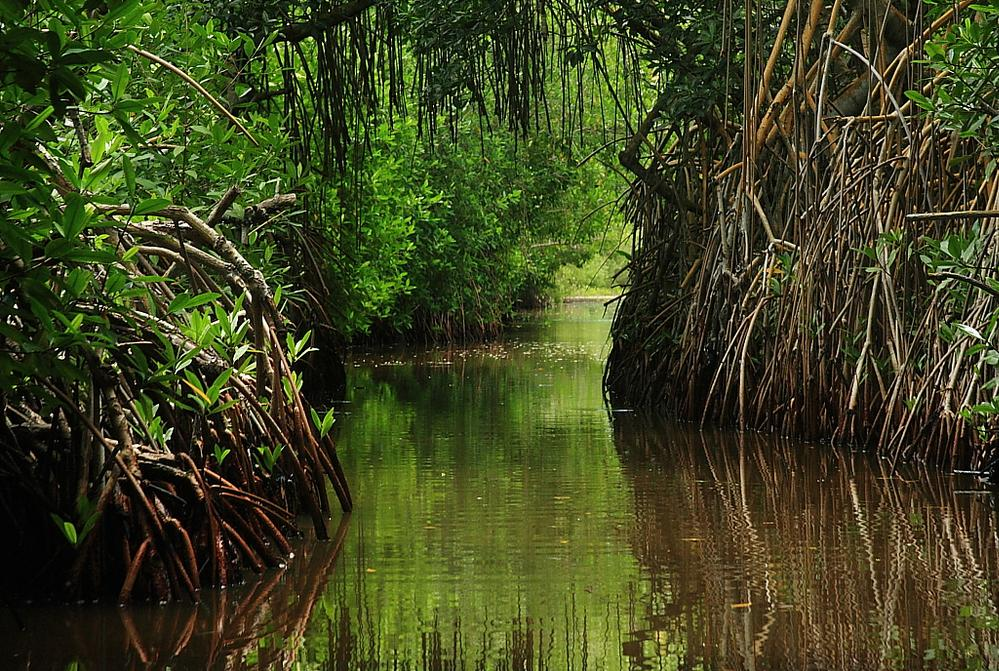
Nationalpark Laguna de Tacarigua

### Landschaften
Das Gebiet ist sehr bergig und weist enge Täler auf. Im Osten befindet sich eine tiefer gelegene Ebene. Der Guaire-Fluss trennt die Region in die Täler von Tuy und das Tiefland von Barlovento.

### Gewässer
Der wichtigste Fluss ist der Tuy. Ferner kann man folgende Flüsse zählen: Guaire, Caucagua, Cuira, Chuspita, Grande, Guarenas, Guapo, San Pedro, Taguacita, Taguaza, Tacariguay und el Valle. 
Miranda hat drei wichtige Seen: Tacarigua, Buche und La Reina.
Wegen der hohen Bevölkerungsdichte ist die Wasserversorgung ein großes Problem. Zur Trinkwasserversorgung dienen die Stauseen von La Mariposa, Lagartijo, La Pereza, Ocumarito, Agua Fría, Taguaza, El Guapo und Quebrada Seca.

## Geschichte
Bei der Ankunft der Spanier lebten hier vorwiegend Kariben. Unter anderen siedelten hier die Stämme der Caracas, Teques, Cumanagotos, Mariches und Quiriquires. Die Teques bewohnten die Region südwestlich des Flusses Guaire. Die Mariches lebten in der Region östlich des Caracas-Tals.
Während der Kolonialzeit war dieses Gebiet ein Teil der Provincia de Caracas.
Am Ende des 16. und Anfang des 17. Jahrhunderts wurden die hochgelegenen Gebiete für den Anbau von Getreide, u. a. Weizen, benutzt. Weizen wurde bis nach Cartagena de Indias und zu den Inseln der Karibik ausgeführt. Klimaveränderungen und die Konkurrenz anderer Gebiete, die für den Weizenanbau besser geeignet waren, führten dazu, dass sich Kakao zum wichtigsten landwirtschaftlichen Produkt entwickelte. Seit Anfang des 17. Jahrhunderts begannen die Siedler, die indianischen Arbeiter durch schwarze Sklaven zu ersetzen.

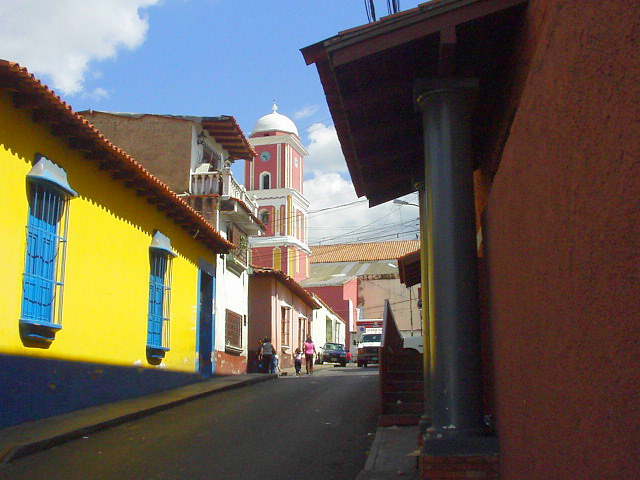
Altstadt von Petare

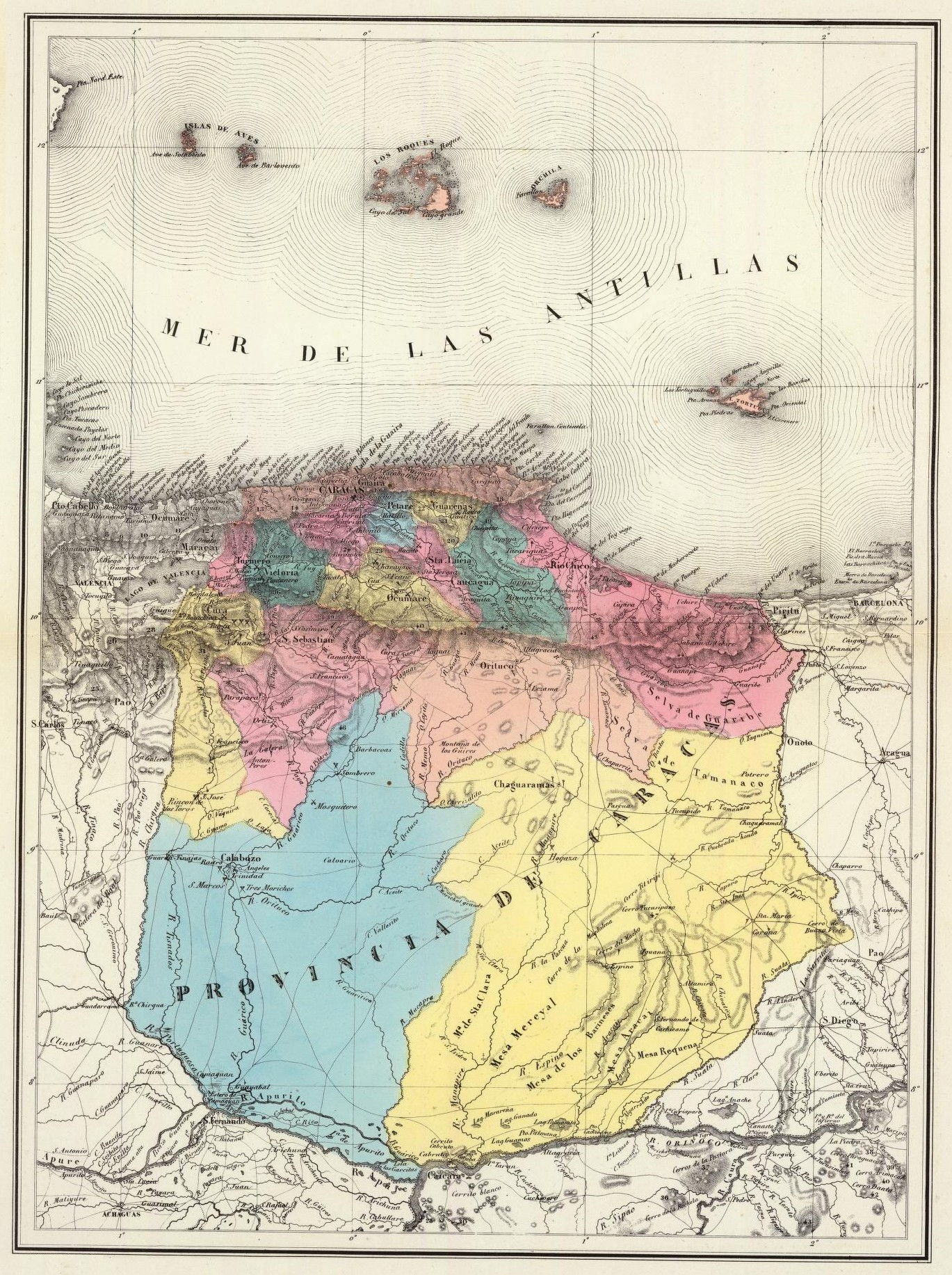
Miranda war im Jahr 1840 immer noch Teil der Provinz von Caracas

Im Jahr 1900 wurde der Bundesstaat Miranda aus Caracas und benachbarten Regionen geschaffen. Der Verwaltungssitz war Santa Lucía. Im Jahr 1901 wurde als Verwaltungssitz Petare und 1904 Ocumare del Tuy eingerichtet.
Im Jahr 1909 wurden die letzten Grenzänderungen vorgenommen; damit erhielt der Bundesstaat seine jetzigen Grenzen.

## Verwaltungsgliederung
Der Staat setzt sich aus 21 Bezirken (Municipios) zusammen:
| \| Bezirk \| Hauptstadt \| \| --------------- \| ------------------------------------ \| \| Acevedo \| Caucagua \| \| Andrés Bello \| San José de Barlovento \| \| Baruta \| Nuestra Señora del Rosario de Baruta \| \| Brión \| Higuerote \| \| Buroz \| Mamporal \| \| Carrizal \| Carrizal \| \| Chacao \| Chacao \| \| Cristóbal Rojas \| Charallave \| \| El Hatillo \| El Hatillo \| \| Guaicaipuro \| Los Teques \| \| Independencia \| Santa Teresa del Tuy \| \| Lander \| Ocumare del Tuy \| \| Los Salias \| San Antonio de los Altos \| \| Páez \| Río Chico \| \| Paz Castillo \| Santa Lucía \| \| Pedro Gual \| Cúpira \| \| Plaza \| Guarenas \| \| Simón Bolívar \| San Francisco de Yare \| \| Sucre \| Petare \| \| Urdaneta \| Cúa \| \| Zamora \| Guatire \| |                                      |
| Bezirk | Hauptstadt                           |
| Acevedo | Caucagua                             |
| Andrés Bello | San José de Barlovento               |
| Baruta | Nuestra Señora del Rosario de Baruta |
| Brión | Higuerote                            |
| Buroz | Mamporal                             |
| Carrizal | Carrizal                             |
| Chacao | Chacao                               |
| Cristóbal Rojas | Charallave                           |
| El Hatillo | El Hatillo                           |
| Guaicaipuro | Los Teques                           |
| Independencia | Santa Teresa del Tuy                 |
| Lander | Ocumare del Tuy                      |
| Los Salias | San Antonio de los Altos             |
| Páez | Río Chico                            |
| Paz Castillo | Santa Lucía                          |
| Pedro Gual | Cúpira                               |
| Plaza | Guarenas                             |
| Simón Bolívar | San Francisco de Yare                |
| Sucre | Petare                               |
| Urdaneta | Cúa                                  |
| Zamora | Guatire                              |

## Weitere wichtige Städte

Flagge des Bundesstaats Miranda bis 2006

| - Aragüita - Araira - Capaya - Cartanal - Cumbo - Curiepe - Dos Caminos - El Café - El Cafetal |  | - El Clavo - El Guapo - La Democracia - Laguna de Tacarigua - Las Brisas - Marizapa - Minas de Baruta - Nueva Cúa - Panaquire |  | - Paparo - Paracotos - San Antonio de Yare - San José de Río Chico - San Pedro de los Altos - Tacarigua de Mamporal - Tácata - Tapipa |

## Politik
Der Gouverneur ist seit 2008 Henrique Capriles von der Partei Primero Justicia.
Der Bundesstaat hat zwölf Abgeordnete in der Nationalversammlung. Sechs von ihnen sind Mitglieder der Regierungspartei PSUV und sechs von der Opposition. Von diesen sind zwei von Un Nuevo Tiempo, einer von COPEI, zwei von Primero Justicia und einer ist unabhängig.

## Wirtschaft
Es gibt viele Industrien im Bezirk Sucre und in Los Teques. Ebenso spielen Landwirtschaft und Tourismus eine wichtige Rolle für den Bundesstaat.

### Landwirtschaft
Es werden u. a. Kakao, Früchte, Blumen, Gemüse und Getreide angebaut.

### Tourismus

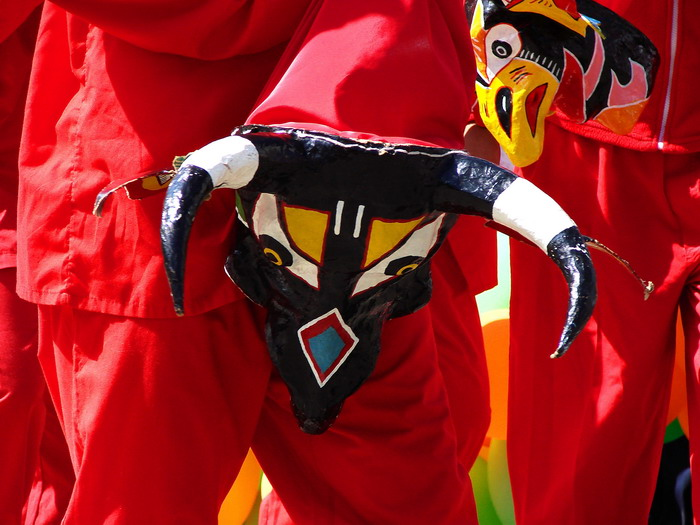
Einer der tanzenden Teufel Yares mit Maske

Die Barloventoküste hat mehrere bei Touristen beliebte Strände. Los Diablos de Yare ist eine sehr bekannte Feierlichkeit, die viele Touristen anzieht.

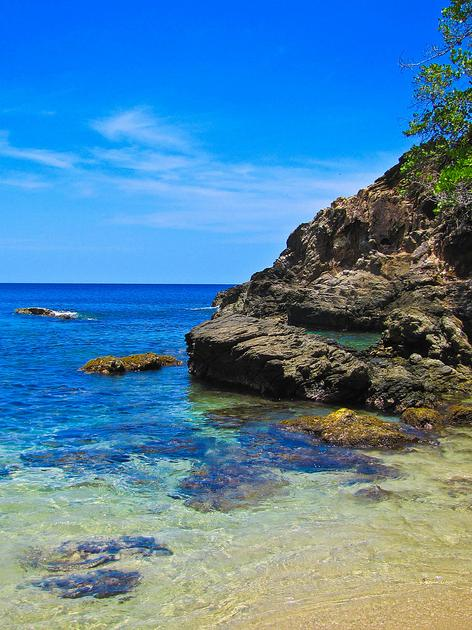
Higuerote

Unter den natürlichen Sehenswürdigkeiten befinden sich folgende:
- Higuerote
- Monumento Natural Cueva Alfredo Jahn (Höhle Alfredo Jahn)
- Monumento Natural Pico Codazzi (Codazzigipfel)
- Parque Cuevas del Indio (Höhlen des Indianers)
- Nationalpark Guatopo
- Nationalpark Laguna de Tacarigua
- Nationalpark Macarao
- Carenero-Strand
- Chirimena-Strand
- Barlovento-Strand
- Buche und Los Totumos-Strände

Sehenswert sind auch:
- Acuario Agustín Codazzi (Aquarium)
- Dorf Birongo
- Dorf El Jarillo